# George Kalsakau
George Kaltoi Kalsakau (* 14. August 1930; † 31. Dezember 2001) war ein Politiker von Vanuatu. Er war der erste Premierminister während der Zeit des franco-britischen Kondominiums (Condominium des Nouvelles-Hébrides) von 1977 bis 1978, in der Übergangsphase, die zur Unabhängigkeit der Kolonie führte.

## Leben
Kalsakau erwarb seine Ausbildung an den Kolonial-Schulen der Neuen Hebriden und der Salomonen, damals einem britischen Protektorat. Nach seiner Ausbildung schlug er die Polizeilaufbahn ein. Er  machte eine Ausbildung als Officer in Großbritannien und wurde zum Inspector, dann zum Superintendent Assistant befördert. Dann verließ er jedoch 1977 die Polizei um die politische Laufbahn einzuschlagen. Am 29. November fanden die zweiten Wahlen in den Neuen Hebriden seit der Einführung einer relativen Autonomie statt. George Kalsakau war Kandidat für die Pati Natatok im ländlichen Umfeld von Efate. Da die Vanua’aku Pati (Parti national) entschied die Wahlen zu boykottieren, hatte Kalsakau keinen Gegenkandidaten und wurde als gewählt erklärt. In dieser Periode hatte die Assemblée Législative das erste Mal die Kompetenz, eine Regierung zu wählen und George Kalsakau wurde als Premierminister gewählt. Er warb erfolglos um eine Beteiligung der  Vanu’aku Pati an der Regierung.
Im Dezember 1978 trat er zurück, um die Präsidentschaft der Assemblée zu übernehmen und Gérard Leymang wurde sein Nachfolger als Premierminister in einer Regierung der nationalen Einheit. Nach den Wahlen 1979, die von der Vanu’aku Pati gewonnen wurden, vereinigte sich die Pati Natatok mit mehreren anderen nicht-nationalistischen Parteien zur Union des partis modérés (Union of Moderate Parties). In diesem Zusammenhang wurde Kalsakau 1981 Bürgermeister von Port Vila, der Hauptstadt, nach der Unabhängigwerdung der Neuen Hebriden, die zum heutigen Vanuatu führte.

## Vermächtnis
Seine Söhne Ishmael, Joshua und Ephraim folgten seinem Beispiel und wurden ebenfalls Politiker, sie sind alle Abgeordnete.